# Ruby Hoffman
Ruby Hoffman (Filadelfia, 28 luglio 1886 – Oxford, 22 settembre 1973) è stata un'attrice statunitense che lavorò nel cinema negli anni dieci del Novecento all'epoca del muto prendendo parte anche a diversi serial cinematografici.

## Filmografia
- The Taint, regia di Frank Powell[1] (1914)
- The Million, regia di T.N. Heffron (1914)
- Mistress Nell, regia di James Kirkwood (1915)
- Children of the Ghetto, regia di Frank Powell (1915)
- The Dictator, regia di Oscar Eagle (1915)
- Poor Schmaltz, regia di Hugh Ford (1915)
- The Fixer (1915)
- The Politicians, regia di Bert Angeles (1915)
- Keep Moving, regia di Louis Myll (1915)
- The Danger Signal, regia di Walter Edwin (1915)
- The Law of Blood (1916)
- Wild Oats, regia di Campbell Gollan (1916)
- The Perils of Divorce, regia di Edwin August (1916)
- A Woman's Honor, regia di Roland West (1916)
- Her American Prince, regia di D.H. Turner (1916)
- The Summer Girl, regia di Edwin August (1916)
- The Slave Market, regia di Hugh Ford (1917)
- Passion, regia di Richard Ridgely (1917)
- The Dummy, regia di Francis J. Grandon (1917)
- Il diamante della morte (The Fatal Ring), regia di George B. Seitz - serial
- The Seven Deadly Sins, regia di Theodore Marston, Richard Ridgely (1917)
- The House of Hate, regia di George B. Seitz - serial (1918)
- La capanna dello zio Tom (Uncle Tom's Cabin), regia di J. Searle Dawley (1918)
- The Lightning Raider, regia di George B. Seitz - serial (1919)
- Upside Down, regia di Lawrence C. Windom (1919)
- Trailed by Three, regia di Perry N. Vekroff - serial (1920)
- Cynthia of the Minute, regia di Perry N. Vekroff (1920)
- The Tiger's Cub, regia di Charles Giblyn (1920)